# Stadtkreis (Németország)
Stadtkreis megyei jogú város Németországban  (NUTS 3)